# Vetor de expressão
Um vetor de expressão é um plasmídeo ou vírus construído para se obter a expressão de determinado gene dentro de células. O vetor depois de construído é usado para integrar um gene específico em células alvo, e então poder dar instruções para expressão génica dentro da célula de determinada proteína codificada pelo gene.  Vetores de expressão são ferramentas básicas da biotecnologia com o fim de produção de proteínas sintéticas.
O vetor é engenheirado para conter sequências específicas regulatórias que funcionam como regiões enhancers (ou acentuadores) e promotores e levam a uma expressão eficiente do gene de interesse contido no vetor de expressão. O objetivo de um vetor de expressão bem planejado é obter uma produção de proteínas eficiente (entre outras moléculas biológicas) e isso pode ser observado a partir de uma transcrição eficiente. No caso proteínas dependem de uma quantidade suficiente de RNA mensageiros estáveis, que então serão traduzidos em proteínas. A expressão de uma proteína pode ser controlável, a proteína só será produzida em quantidades significantes quando houver a presença de um indutor, porém em alguns sistemas as proteínas podem ser expressas constitutivamente. Escherichia coli é usada como organismo modelo para produção de proteína, mas outras células podem ser utilizadas como cell factory. Um exemplo do uso de vetores de expressão é para a produção de insulina, que é um medicamento utilizado no tratamento de diabetes.

## Elementos
Os vetores de expressão possuem algumas das mesmas características que qualquer vetor deve ter, como origem de replicação, um marcador de seleção e um sítio de inserção para o gene de interesse como um sítio de clonagem múltiplo. O gene clonado pode ser transferido de um vetor de clonagem para um vetor de expressão, apesar de também ser possível fazer a clonagem diretamente em um vetor de expressão. O processo de clonagem normalmente é feito em Escherichia coli. Vetores utilizados para produção de proteínas em organismos diferentes de E.coli podem ter, além de uma origem de replicação específica para sua propagação em E. coli, elementos que permitirão que eles sejam mantidos por esses outros organismos, que são chamados de shuttle vectors.

### Elementos para expressão
Um vetor de expressão deve ter elementos necessários para a expressão do gene. Estes podem incluir um promotor, a sequência de iniciação da tradução correta, como um local de ligação ao ribossoma e códon de início, um códon de terminação e uma sequência de terminação da transcrição .  Existem diferenças na maquinaria para a síntese de proteínas entre procariotos e eucariotos, portanto, os vetores de expressão devem ter os elementos de expressão que são apropriados para o hospedeiro escolhido. Por exemplo, os vetores de expressão de procariotos teriam uma sequência Shine-Dalgarno em seu local de iniciação da tradução para a ligação de ribossomos, enquanto os vetores de expressão de eucariotos conteriam a sequência de consenso Kozak .
O promotor inicia a transcrição e é, portanto, o ponto de controle para a expressão do gene clonado. Os promotores usados no vetor de expressão são normalmente indutíveis, o que significa que a síntese de proteínas só é iniciada quando exigida pela introdução de um indutor como o IPTG . A expressão gênica, entretanto, também pode ser constitutiva (isto é, a proteína é constantemente expressa) em alguns vetores de expressão. Baixo nível de síntese de proteína constitutiva pode ocorrer mesmo em vetores de expressão com promotores rigidamente controlados.

### Tags de proteína
Após a expressão do produto gênico, pode ser necessário purificar a proteína expressa; no entanto, separar a proteína de interesse da grande maioria das proteínas da célula pode ser um processo demorado. Para tornar este processo de purificação mais fácil, uma etiqueta de purificação (tags) pode ser adicionada ao gene clonado. Este marcador pode ser marcador de histidina (His tag), entre outros peptídeos marcadores, ou proteínas de fusão, como glutationa S-transferase ou proteína de ligação à maltose .  Alguns desses parceiros de fusão também podem ajudar a aumentar a solubilidade de algumas proteínas expressas. Outras proteínas de fusão, como a proteína fluorescente verde (GFP), podem atuar como um gene repórter para a identificação de genes clonados com sucesso, ou podem ser usadas para estudar a expressão de proteínas em Microscopia de fluorescência. 

### Outros
O vetor de expressão é transformado ou transfectado na célula hospedeira para a síntese de proteínas. Alguns vetores de expressão podem ter elementos para transformação ou inserção de DNA no cromossomo hospedeiro, por exemplo, os genes vir para transformação de plantas e locais de integrase para integração cromossômica.
Alguns vetores podem incluir uma sequência de direcionamento que pode direcionar a proteína expressa para um local específico, como o espaço periplasmático de bactérias.

## Sistemas de expressão / produção
Organismos diferentes podem ser usados para expressar a proteína alvo de um gene, e o vetor de expressão usado terá, portanto, elementos específicos para uso no organismo particular. O organismo mais comumente usado para a produção de proteínas é a bactéria Escherichia coli . No entanto, nem todas as proteínas podem ser expressas com sucesso em E. coli, ou ser expressas com a forma correta de modificações pós-tradução, como glicosilações, e outros sistemas podem, portanto, ser usados.

### Em bactérias

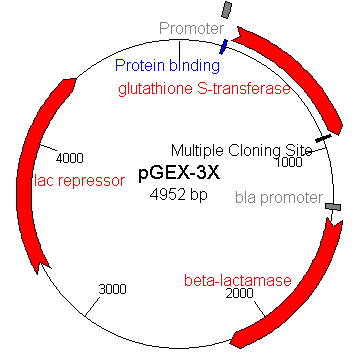
Um exemplo de um vetor de expressão bacteriana é o plasmídeo pGEX-3x

O hospedeiro de expressão de escolha para a expressão de muitas proteínas é Escherichia coli, uma vez que a produção de proteína heteróloga em E. coli é relativamente simples e conveniente, além de ser rápida e barata. Um grande número de plasmídeos de expressão de E. coli também está disponível para uma ampla variedade de necessidades. Outras bactérias usadas para a produção de proteínas incluem Bacillus subtilis .
A maioria das proteínas heterólogas são expressas no citoplasma de E. coli . No entanto, nem todas as proteínas formadas podem ser solúveis no citoplasma, e proteínas incorretamente dobradas formadas no citoplasma podem formar agregados insolúveis chamados corpos de inclusão . Essas proteínas insolúveis exigirão redobramento, que pode ser um processo complicado e pode não necessariamente produzir alto rendimento.  As proteínas que têm ligações dissulfureto muitas vezes não são capazes de dobrar corretamente devido ao meio redutor no citoplasma que impede essa formação de ligação, e uma solução possível é direcionar a proteína para o espaço periplasmático pelo uso de uma sequência de sinal N-terminal. Outra possibilidade é manipular o meio redox do citoplasma.  Outros sistemas mais sofisticados também estão sendo desenvolvidos; tais sistemas podem permitir a expressão de proteínas anteriormente consideradas impossíveis em E. coli, como proteínas glicosiladas .   
Os promotores usados para esses vetores são geralmente baseados no promotor do operon lac ou no promotor T7,  e são normalmente regulados pelo operador lac . Estes promotores também podem ser híbridos de diferentes promotores, por exemplo, o Tac-Promoter é um híbrido de promotores <i id="mwgg">trp'' e lac .  Observe que os promotores lac ou derivados de lac mais comumente usados são baseados no mutante <i id="mwiQ">lac'' UV5 que é insensível à repressão catabólica . Este mutante permite a expressão da proteína sob o controle do promotor lac quando o meio de cultura contém glicose, uma vez que a glicose inibiria a expressão do gene se o promotor lac do tipo selvagem fosse usado.  A presença de glicose, entretanto, ainda pode ser usada para reduzir a expressão de fundo por meio da inibição residual em alguns sistemas. 
Exemplos de vetores de expressão de E. coli são a série de vetores pGEX em que a glutationa S-transferase é usada como parceiro de fusão e a expressão do gene está sob o controle do promotor tac,    e a série pET de vetores que usam um promotor T7 . 
É possível expressar simultaneamente duas ou mais proteínas diferentes em E. coli usando plasmídeos diferentes. No entanto, quando 2 ou mais plasmídeos são usados, cada plasmídeo precisa usar uma seleção de antibiótico diferente, bem como uma origem de replicação diferente, caso contrário, um dos plasmídeos pode não se manter de forma estável. Muitos plasmídeos comumente usados são baseados no replicon ColE1 e, portanto, são incompatíveis entre si; para que um plasmídeo baseado em ColE1 coexista com outro na mesma célula, o outro precisaria ser de um replicon diferente, por exemplo, um plasmídeo baseado em replicon p15A, tal como a série de plasmídeos pACYC.  Outra abordagem seria usar um único vetor de dois cistrons ou projetar as sequências de codificação em tandem como uma construção bi- ou policistrônica.  

### Em leveduras
Uma levedura comumente usada para a produção de proteínas é a Pichia pastoris .  Exemplos de vetores de expressão de levedura em Pichia são a série de vetores pPIC, e esses vetores usam o promotor AOX1 que é indutível com metanol .  Os plasmídeos podem conter elementos para inserção de DNA estranho no genoma de levedura e sequência de sinal para a secreção da proteína expressa. Proteínas com ligações dissulfeto e glicosilação podem ser produzidas com eficiência na levedura. Outra levedura usada para a produção de proteína é Kluyveromyces lactis e o gene é expresso regulado por uma variante do promotor forte da lactase LAC4. 
Saccharomyces cerevisiae é particularmente amplamente utilizado para estudos de expressão gênica em levedura, por exemplo, em sistema de duplo híbrido de levedura para o estudo de interações proteína-proteína.  Os vetores usados no sistema de dois híbridos de levedura contêm parceiros de fusão para dois genes clonados que permitem a transcrição de um gene repórter quando há interação entre as duas proteínas expressas a partir dos genes clonados.

### Em baculovírus
Baculovírus, um vírus em forma de bastonete que infecta células de insetos, é usado como vetor de expressão neste sistema.  Linhas celulares de insetos derivadas de lepidópteros (mariposas e borboletas), como Spodoptera frugiperda, são usadas como hospedeiros. Uma linha celular derivada do looper de repolho é de particular interesse, pois foi desenvolvida para crescer rápido e sem o soro normalmente necessário para impulsionar o crescimento celular, que é muito caro.   O vetor é denominado bacmid, e a expressão do gene está sob o controle de um forte promotor pPolh.  O baculovírus também foi usado com linhas de células de mamíferos no sistema BacMam . 
O baculovírus é normalmente usado para a produção de glicoproteínas, embora as glicosilações possam ser diferentes daquelas encontradas em vertebrados. Em geral, é mais seguro usar do que o vírus de mamífero, pois tem uma gama de hospedeiros limitada e não infecta vertebrados sem modificações.

### Em plantas
Muitos vetores de expressão de plantas são baseados no plasmídeo Ti de Agrobacterium tumefaciens .  Nestes vetores de expressão, o DNA a ser inserido na planta é clonado no T-DNA, um trecho de DNA flanqueado por uma sequência de repetição direta de 25 pb em cada extremidade, e que pode se integrar ao genoma da planta. O T-DNA também contém o marcador selecionável. O Agrobacterium fornece um mecanismo de transformação, integração no genoma da planta, e os promotores para seus genes vir também podem ser usados para os genes clonados. As preocupações com a transferência de material genético bacteriano ou viral para a planta, no entanto, levaram ao desenvolvimento de vetores chamados vetores intragênicos, em que equivalentes funcionais do genoma da planta são usados para que não haja transferência de material genético de uma outra espécie diferente para a planta. 
Os vírus de plantas podem ser usados como vetores, uma vez que o método Agrobacterium não funciona para todas as plantas. Exemplos de vírus de planta usados são o vírus do mosaico do tabaco (TMV), vírus da batata X e vírus do mosaico do feijão - caupi .  A proteína pode ser expressa como uma fusão com a proteína de revestimento do vírus e é exibida na superfície de partículas virais montadas, ou como uma proteína não fundida que se acumula dentro da planta. A expressão em plantas usando vetores de plantas é frequentemente constitutiva,  e um promotor constitutivo comumente usado em vetores de expressão em plantas é o promotor 35S do vírus do mosaico da couve - flor (CaMV).  

### Em mamíferos
Os vetores de expressão de mamíferos oferecem vantagens consideráveis para a expressão de proteínas específicas de mamíferos em relação aos sistemas de expressão bacteriana - folding molecular adequado, modificações pós-traducionais e atividade enzimática relevante. Também pode ser mais desejável do que outros sistemas eucarióticos de não mamíferos em que as proteínas expressas podem não conter as glicosilações corretas, algo importante a ser considerado quando se trabalha com a produção de anti-corpos monoclonais por exemplo. É de uso particular na produção de proteínas de associação à membrana que requerem chaperonas para o folding molecular e estabilidade adequados, bem como contendo numerosas modificações pós-traducionais. A desvantagem, no entanto, é o baixo rendimento do produto em comparação com os vetores procarióticos, bem como a natureza cara das técnicas envolvidas. Sua tecnologia complicada e a contaminação potencial com vírus animais da expressão de células de mamíferos também restringiram seu uso na produção industrial em larga escala. 
Linhas celulares de mamíferos cultivadas, como o ovário de hamster chinês (CHO), COS, incluindo linhas de células humanas, como HEK e HeLa, podem ser usadas para produzir proteína. Os vetores são transfectados nas células e o DNA pode ser integrado no genoma por recombinação homóloga no caso de transfecção estável, ou as células podem ser transitoriamente transfectadas. Exemplos de vetores de expressão de mamíferos incluem os vetores adenovirais,  o pSV e a série de vetores de plasmídeo pCMV, vaccinia e vetores retrovirais, bem como baculovírus.  Os promotores para citomegalovírus (CMV) e SV40 são comumente usados em vetores de expressão de mamíferos para conduzir a expressão de genes. O promotor não viral, como o promotor do fator de alongamento (EF) -1, também é conhecido. 

### Sistemas cell-free
A lise de células de E. coli contendo os componentes celulares necessários para a transcrição e tradução são usados neste método in vitro de produção de proteínas. A vantagem de tal sistema é que a proteína pode ser produzida muito mais rápido do que as produzidas in vivo, uma vez que não requer tempo para a reprodução das células, mas também é mais caro. Os vetores usados para a expressão de E. coli podem ser usados neste sistema, embora também estejam disponíveis vetores projetados especificamente para este sistema. Os extratos de células eucarióticas também podem ser usados em outros sistemas cell-free, por exemplo, os sistemas de expressão sem células de germe de trigo .  Sistemas livres de células de mamíferos também foram produzidos. 

## Aplicações práticas

### Uso no laboratório
O vetor de expressão em um hospedeiro de expressão é agora o método usual usado em laboratórios para produzir proteínas para pesquisa. A maioria das proteínas é produzida em E. coli, mas para proteínas glicosiladas e aquelas com ligações dissulfeto, leveduras, baculovírus e sistemas de mamíferos podem ser usados.

### Produção de produtos farmacêuticos de peptídeos e proteínas
A maioria dos produtos farmacêuticos de proteína é agora produzida por meio de tecnologia de DNA recombinante usando vetores de expressão. Esses produtos farmacêuticos de peptídeos e proteínas podem ser hormônios, vacinas, antibióticos, anticorpos e enzimas.  A primeira proteína recombinante humana usada para o controle de doenças, a insulina, foi introduzida ao mercado em 1982.  A biotecnologia permite que esses fármacos de peptídeos e proteínas, alguns dos quais antes raros ou difíceis de obter, sejam produzidos em grande quantidade. Também reduz os riscos de contaminantes, como vírus hospedeiros, toxinas e príons . Exemplos do passado incluem a contaminação por príon no hormônio do crescimento extraído das glândulas pituitárias colhidas de cadáveres humanos, que causou a doença de Creutzfeldt-Jakob em pacientes recebendo tratamento para nanismo,  e contaminantes virais no fator de coagulação VIII isolado do sangue humano que resultou no transmissão de doenças virais como hepatite e AIDS .   Esse risco é reduzido ou removido completamente quando as proteínas são produzidas em células hospedeiras não humanas.

### Plantas e animais transgênicos
Nos últimos anos, vetores de expressão têm sido usados para introduzir genes específicos em plantas e animais para produzir organismos transgênicos, por exemplo, na agricultura, é usado para produzir plantas transgênicas . Os vetores de expressão têm sido usados para introduzir um precursor da vitamina A, o beta-caroteno, em plantas de arroz. Este produto é chamado de arroz dourado . Esse processo também tem sido usado para introduzir nas plantas um gene que produz um inseticida, denominado toxina Bacillus thuringiensis ou toxina Bt, que reduz a necessidade de os agricultores aplicarem inseticidas, pois é produzido pelo organismo modificado. Além disso, os vetores de expressão são usados para estender a maturação dos tomates, alterando a planta para que ela produza menos da substância química que causa o apodrecimento dos tomates.  Tem havido controvérsias sobre o uso de vetores de expressão para modificar culturas devido ao fato de que pode haver fatores ainda desconhecidos, possibilidades de empresas patentearem certas culturas de alimentos geneticamente modificados e questões éticas. No entanto, esta técnica ainda está sendo usada e muito pesquisada, sem nunca ter tido problemas relacionados a saúde nestes últimos 20 anos, com controvérsias surgindo de notícias sensacionalistas na maior parte das vezes.
Animais transgênicos também foram produzidos para estudar processos bioquímicos animais e doenças humanas, ou usados para produzir produtos farmacêuticos e outras proteínas. Eles também podem ser projetados para ter características vantajosas ou úteis. A proteína verde fluorescente é às vezes usada como marcadores que resultam em animais que podem apresentar fluorescência, e isso foi explorado comercialmente para produzir o GloFish fluorescente, vendido como animal de estimação nos EUA.

### Terapia gênica
A terapia gênica é um tratamento promissor para uma série de doenças em que um gene "normal" transportado pelo vetor é inserido no genoma, para substituir um gene "anormal" ou complementar a expressão de um gene específico. Os vetores virais são geralmente usados, mas outros métodos não virais de entrega estão sendo desenvolvidos. O tratamento ainda é uma opção arriscada devido ao vetor viral utilizado que pode causar efeitos adversos, por exemplo, dando origem a uma mutação de inserção que pode resultar em câncer.   No entanto, os resultados são promissores.  